# Mojopurno (Ngariboyo)
Mojopurno is een bestuurslaag in het regentschap Magetan van de provincie Oost-Java, Indonesië. Mojopurno telt 3956 inwoners (volkstelling 2010).